# Ironbabe
Pour plus de détails, voir Fiche technique et Distribution.
Ironbabe est un vidéofilm américain réalisé par John Bacchus, sorti en 2008.
Le film est une parodie érotique de la série télévisée Marvel Superheroes : Iron Man qui s'inspirait elle, de la bande dessinée Iron Man.

## Synopsis
La belle milliardaire Horny Fark (Jackie Stevens) possède une société multi-nationale, Fark Industries qui produit des jouets sexuels de haute technologie.
Fark est capturée par des terroristes d'Abu Bu et forcée de construire une poupée à propulsion nucléaire.

## Fiche technique
- Titre complet : The Insatiable IronBabe
- Réalisateur : John Bacchus
- Scénario : John Bacchus
- Langue : Anglais
- Format : Couleurs
- Durée : 90 minutes
- Pays :  États-Unis
- Date de sortie : 18 novembre 2008 aux États-Unis

## Distribution
- Jackie Stevens : Horny Fark / Ironbabe
- Darian Caine : Ogby Stain
- Kerri Taylor : Titsen
- Sativa Verte : Chesty Everhard
- Violetta : Bumber Boobs
- Smoke Williams : Abu Bu
- Andrea Jaxx
- Duke Raynes
- Jimmy Doyle
- 42nd Street Pete
- Henrique Couto